# Tysklands Grand Prix 1966
Tysklands Grand Prix 1966 var det sjätte av nio lopp ingående i formel 1-VM 1966.  

## Resultat
1. Jack Brabham, Brabham-Repco, 9 poäng
2. John Surtees, Cooper-Maserati, 6
3. Jochen Rindt, Cooper-Maserati, 4
4. Graham Hill, BRM, 3
5. Jackie Stewart, BRM, 2
6. Lorenzo Bandini, Ferrari, 1
7. Dan Gurney, Eagle-Climax
8. Peter Arundell, Lotus-BRM

### Förare som bröt loppet
- Mike Spence, Reg Parnell (Lotus-BRM) (varv 12, generator)
- Jim Clark, Lotus-Climax (11, olycka)
- Chris Lawrence, J A Pearce Engineering (Cooper-Ferrari) (10, upphängning)
- Ludovico Scarfiotti, Ferrari (9, elsystem)
- Mike Parkes, Ferrari (9, olycka)
- Denny Hulme, Brabham-Repco (8, tändning)
- Joakim Bonnier, Jo Bonnier (Cooper-Maserati) (3, koppling)
- Bob Bondurant, Team Chamaco Collect (BRM) (3, motor)
- Bob Anderson, DW Racing Enterprises (Brabham-Climax) (2, transmission)
- John Taylor, David Bridges (Brabham-BRM) (0, fatal olycka)

### Förare som ej startade
- Guy Ligier, Ligier (Cooper-Maserati) (skadad)